# Atasport Hockey Club
Der Atasport Hockey Club ist der derzeit erfolgreichste Hockey-Verein aus Aserbaidschan. Der Club aus der Hauptstadt Baku ist nach seinem Sponsor, der Atagroup Holding, einem Finanzdienstleister benannt. Der in weißen Trikots, weißen Hosen bzw. Röcken und roten Stutzen spielende Verein trägt seine Spiele im Stadion des aserbaidschanischen Hockeyverbandes aus, das rund zwei Kilometer nordöstlich des Hauptbahnhofs gelegen ist. Der größte Erfolg von Atasport war der Finaleinzug des Damenteams 2005 beim EuroHockey Club Champions Cup in ’s-Hertogenbosch. Dort war Atasport gegen den gastgebenden HC Den Bosch beim 1:8 chancenlos. Seitdem war die Mannschaft jedes Jahr bei den erstklassigen Europapokalwettbewerben vertreten. Das Herrenteam trat 2007 erstmals bei einem Europapokal an.

## Erfolge
| Europapokalbilanz Herren Feld |                             |        |       |            |
| Jahr                          | Wettbewerb                  | Niveau | Platz | Ort        |
| 2007                          | Club Champions Challenge II | 4      | 1     | Athen      |
| 2008                          | Club Challenge III          | 5      | 1     | Bratislava |
| 2009                          | Club Challenge II           | 4      | 5     | Lousada    |
| 2010                          | Club Challenge II           | 4      | 3     | Lousada    |
| 2011                          | Club Challenge II           | 4      | 3     | Gibraltar  |
| 2012                          | Club Challenge II           | 4      | 1     | Athen      |
| 2013                          | Club Challenge              | 3      | 1     | Prag       |
| 2014                          | Club Trophy                 | 2      | 3     | Cagliari   |
| 2015                          | Club Trophy                 | 2      | 3     | Dublin     |
| 2016                          | Club Trophy                 | 2      | dns   | Glasgow    |

Herren: 
- EuroHockey Club Champions Challenge II: 2007
- EuroHockey Club Challenge III: 2008
- EuroHockey Club Challenge II: 2012
- EuroHockey Club Challenge: 2013

Damen: 
- EuroHockey Club Champions Trophy: 2004